# 榮男樹
榮 男樹（さかえ だんき、1986年4月21日 - ）は、日本のスーツアクター、スタントマン、アクション俳優、元自衛隊員。兵庫県出身。ジャパンアクションエンタープライズ所属。

## 人物
ジャパンアクションエンタープライズ43期生。
体重61キログラム。
趣味・特技は合気道初段、サッカー、スキューバダイビング。

## 出演作品
※太字はメインキャラクター

### テレビドラマ
- ドラマスペシャル 遺留捜査（2014年、テレビ朝日） - SIT隊員
- 土曜ドラマ / ど根性ガエル（2015年、日本テレビ）
- 大杉探偵事務所（2016年、TBS・WOWOW）
- 刑事バレリーノ（2016年、日本テレビ） - 警官
- 連続ドラマW / 太陽は動かない -THE ECLIPSE-（2020年、WOWOW）
- 竜の道 二つの顔の復讐者（2020年、フジテレビ） - 社員
- 日曜ドラマ / だが、情熱はある（2023年） - ヤンキー

### 特撮テレビドラマ
- 仮面ライダーシリーズ（テレビ朝日）
  - 仮面ライダーウィザード（2012年 - 2013年）
  - 仮面ライダー鎧武/ガイム（2013年 - 2014年）
  - 仮面ライダードライブ（2014年 - 2015年） - ロイミュード036人間態[3]
  - 仮面ライダーゴースト（2015年 - 2016年）
  - 仮面ライダーエグゼイド（2016年 - 2017年） - グレングラファイトバグスター[4]、バグスター[4]
  - 仮面ライダービルド（2017年 - 2018年）
  - 仮面ライダージオウ（2018年 - 2019年）
  - 仮面ライダーゼロワン（2019年 - 2020年） - マギア[5]、志田
  - 仮面ライダーセイバー（2020年 - 2021年） - レジエル[6]、デザスト[7]、仮面ライダーファルシオン（デザスト）[8]、カリュブディスメギド[9]、バッタ・デッドマン[10]
  - 仮面ライダーリバイス（2021年 - 2022年） - ウルフ・デッドマン[10] / ウルフ・デッドマン ライオット[10]、ベイル[10]、クリムゾンベイル[10]、仮面ライダーオーバーデモンズ（玉置）[10]、ギフジュニア[10]、ギフテリアン[10]、メガロドン・デッドマン[10]、カンガルー・デッドマン[10]、ブラキオ・デッドマン[10]、カメレオン・デッドマン[10]、シャーク・デッドマン[10]、ラフレシア・デッドマン[10]
  - 仮面ライダーギーツ（2022年 - 2023年） - 仮面ライダーギンペン[11]、仮面ライダージーン[11]、仮面ライダーブラーリ[11]、ジャマトライダー[11]、ジエンドライダー[11]、ジャマト[11]、ダンクルオステウスジャマト[12]
  - 仮面ライダーガッチャード（2023年 - 2024年） - マルガム[13][注 1]、ゴーレム[13]、ドレットルーパー[13]、悪人
  - 仮面ライダーガヴ（2024年 - ） - 通行人
- スーパー戦隊シリーズ（テレビ朝日）
  - 獣電戦隊キョウリュウジャー（2013年 - 2014年）
  - 烈車戦隊トッキュウジャー（2014年 - 2015年）
  - 手裏剣戦隊ニンニンジャー（2015年 - 2016年）
  - 動物戦隊ジュウオウジャー（2016年 - 2017年）
  - 宇宙戦隊キュウレンジャー（2017年 - 2018年）
  - 快盗戦隊ルパンレンジャーVS警察戦隊パトレンジャー（2018年 - 2019年）
  - 騎士竜戦隊リュウソウジャー（2019年 - 2020年）
  - 魔進戦隊キラメイジャー（2020年 - 2021年）
  - 機界戦隊ゼンカイジャー（2021年 - 2022年）
  - 王様戦隊キングオージャー（2023年 - 2024年）
  - 爆上戦隊ブンブンジャー（2024年 - 2025年）
  - ナンバーワン戦隊ゴジュウジャー（2025年 - ） - ゴジュウティラノ[14]

### テレビ番組
- 呼び出し先生タナカ 「子どもの夢を壊すな! 特撮ヒーロー大集合SP」（2023年、フジテレビ）
- ラヴィット!（2023年、TBS） - チンピラ

### 映画
- スーパー戦隊シリーズ（東映）
  - 烈車戦隊トッキュウジャー THE MOVIE ギャラクシーラインSOS（2014年）
  - 手裏剣戦隊ニンニンジャー THE MOVIE 恐竜殿さまアッパレ忍法帖!（2015年）
  - 手裏剣戦隊ニンニンジャーVSトッキュウジャー THE MOVIE 忍者・イン・ワンダーランド（2016年）
  - 劇場版 動物戦隊ジュウオウジャー ドキドキサーカスパニック!（2016年）
  - 劇場版 動物戦隊ジュウオウジャーVSニンニンジャー 未来からのメッセージ from スーパー戦隊（2017年）
  - 魔進戦隊キラメイジャー エピソードZERO（2020年）
  - 魔進戦隊キラメイジャー THE MOVIE ビー・バップ・ドリーム（2021年）
  - 機界戦隊ゼンカイジャー THE MOVIE 赤い戦い! オール戦隊大集会!!（2021年）
  - ナンバーワン戦隊ゴジュウジャー 復活のテガソード（2025年） - ゴジュウティラノ
- 仮面ライダーシリーズ（東映）
  - 劇場版 仮面ライダー鎧武 サッカー大決戦!黄金の果実争奪杯!（2014年）
  - 仮面ライダー×仮面ライダー ドライブ&鎧武 MOVIE大戦フルスロットル（2014年）
  - スーパーヒーロー大戦GP 仮面ライダー3号（2015年）
  - 劇場版 仮面ライダードライブ サプライズ・フューチャー（2015年）
  - 仮面ライダー×仮面ライダー ゴースト&ドライブ 超MOVIE大戦ジェネシス（2015年）
  - 仮面ライダー1号（2016年）
  - 劇場版 仮面ライダーゴースト 100の眼魂とゴースト運命の瞬間（2016年）
  - 仮面ライダー平成ジェネレーションズ Dr.パックマン対エグゼイド&ゴーストwithレジェンドライダー（2016年）
  - 仮面ライダー×スーパー戦隊 超スーパーヒーロー大戦（2017年）
  - 劇場版 仮面ライダーエグゼイド トゥルー・エンディング（2017年）
  - 仮面ライダー 令和 ザ・ファースト・ジェネレーション（2019年）
  - 劇場版 仮面ライダーゼロワン REAL×TIME（2020年）※ノンクレジット
  - 劇場短編 仮面ライダーセイバー 不死鳥の剣士と破滅の本（2020年）
  - セイバー+ゼンカイジャー スーパーヒーロー戦記（2021年）
  - 劇場版 仮面ライダーリバイス（2021年） - スパイダー・デッドマン[10]
  - 仮面ライダー ビヨンド・ジェネレーションズ（2021年） - エジソン・クリスパー[10]
  - 劇場版 仮面ライダーリバイス バトルファミリア（2022年） - シック[10]
  - 仮面ライダーギーツ×リバイス MOVIEバトルロワイヤル（2022年） - 仮面ライダーゲットオーバーデモンズ[10]
  - 映画 仮面ライダーギーツ 4人のエースと黒狐（2023年） - オパビニアジャマト[11] ※アクションコーディネーターも兼任
  - 仮面ライダー THE WINTER MOVIE ガッチャード&ギーツ 最強ケミー★ガッチャ大作戦（2023年）
  - 仮面ライダーガッチャード ザ・フューチャー・デイブレイク（2024年）
  - 仮面ライダーガヴ お菓子の家の侵略者（2025年）
- 暗殺教室〜卒業編〜（2016年、東宝）
- 牙狼-GARO- 神ノ牙-KAMINOKIBA-（2018年、東北新社） - ジャギ手下、ホラー
- 太陽は動かない（2020年、ワーナー・ブラザース映画）

### オリジナルビデオ
※いずれも東映ビデオ
- スーパー戦隊シリーズ
  - 帰ってきた特命戦隊ゴーバスターズVS動物戦隊ゴーバスターズ（2013年）
  - 特捜戦隊デカレンジャー 10 YEARS AFTER（2015年）
  - ルパンレンジャーVSパトレンジャーVSキュウレンジャー（2019年）
  - 爆上戦隊ブンブンジャーVSキングオージャー（2025年）[15]
- 仮面ライダーシリーズ
  - 鎧武/ガイム外伝（2015年）
    - 仮面ライダー斬月/仮面ライダーバロン
    - 仮面ライダーデューク/仮面ライダーナックル

  - ドライブサーガ（2016年）
    - 仮面ライダーチェイサー
    - 仮面ライダーマッハ/仮面ライダーハート

  - ゴースト RE:BIRTH 仮面ライダースペクター（2017年）
  - ビルド NEW WORLD 仮面ライダーグリス（2019年）
  - 仮面ライダージオウ NEXT TIME ゲイツ、マジェスティ（2020年）
  - ゼロワン Others（2021年）
    - ゼロワン Others 仮面ライダー滅亡迅雷
    - ゼロワン Others 仮面ライダーバルカン&バルキリー

  - 仮面ライダーセイバー 深罪の三重奏（2022年）
  - 仮面ライダーギーツ ジャマト・アウェイキング（2024年）
  - 仮面ライダーガッチャード GRADUATIONS（2025年） - ウロボロス[13]

### 配信ドラマ
- SPECサーガ黎明篇「Knockin’on 冷泉’s SPEC Door」〜絶対預言者 冷泉俊明が守りたかった幸福の欠片〜（2021年、Paravi）
- 仮面ライダーシリーズ
  - 仮面ライダーセイバー（2021年、東映特撮ファンクラブ）
    - 仮面ライダーセイバー×ゴースト
    - 仮面ライダースペクター×ブレイズ

  - 仮面ライダーリバイス
    - 仮面ライダーリバイス The Mystery（2022年、TELASA） - オブリビアン[10]
    - リバイスレガシー 仮面ライダーベイル（2022年、東映特撮ファンクラブ） - 悪魔怪人[10]
    - 「劇場版 仮面ライダーリバイス」スピンオフ配信ドラマ「Birth of Chimera」（2022年、東映特撮ファンクラブ）
    - 仮面ライダージャンヌ&仮面ライダーアギレラ withガールズリミックス（2022年、東映特撮ファンクラブ）

  - 仮面ライダーアウトサイダーズ（2023年 - 2024年、東映特撮ファンクラブ） - デザスト（ep.2）、仮面ライダーデザスト（ep.2）[16]、仮面ライダージーンゲイザー[17]
  - 仮面ライダー 令和のゴージャス運動会（2024年、東映特撮ファンクラブ・YouTube） - 仮面ライダーバイス
  - 冥黒の黙示録 ラケシス（2025年） - ドクターマルガム[13]

### 舞台
- シアターGロッソ 烈車戦隊トッキュウジャーショー（2014年）
- ROCK MUSICAL BLEACH 〜もうひとつの地上〜（2016年、AiiA 2.5 Theater Tokyo、京都劇場） - アンサンブル
- 烈! バカフキ!（2016年、Zeppブルーシアター六本木） - アンサンブル
- コミックジャック -RETURN2016-（2016年、紀伊國屋サザンシアター TAKASHIMAYA） - アンサンブル
- 南座新開場記念「滝沢歌舞伎ZERO」（2019年、南座・新橋演舞場）

### 雑誌
- 仮面ライダーリバイス 特写写真集「Buddy Up!」（2022年、ホビージャパン） - スーツグラビア、インタビュー